# Tucholskypriset

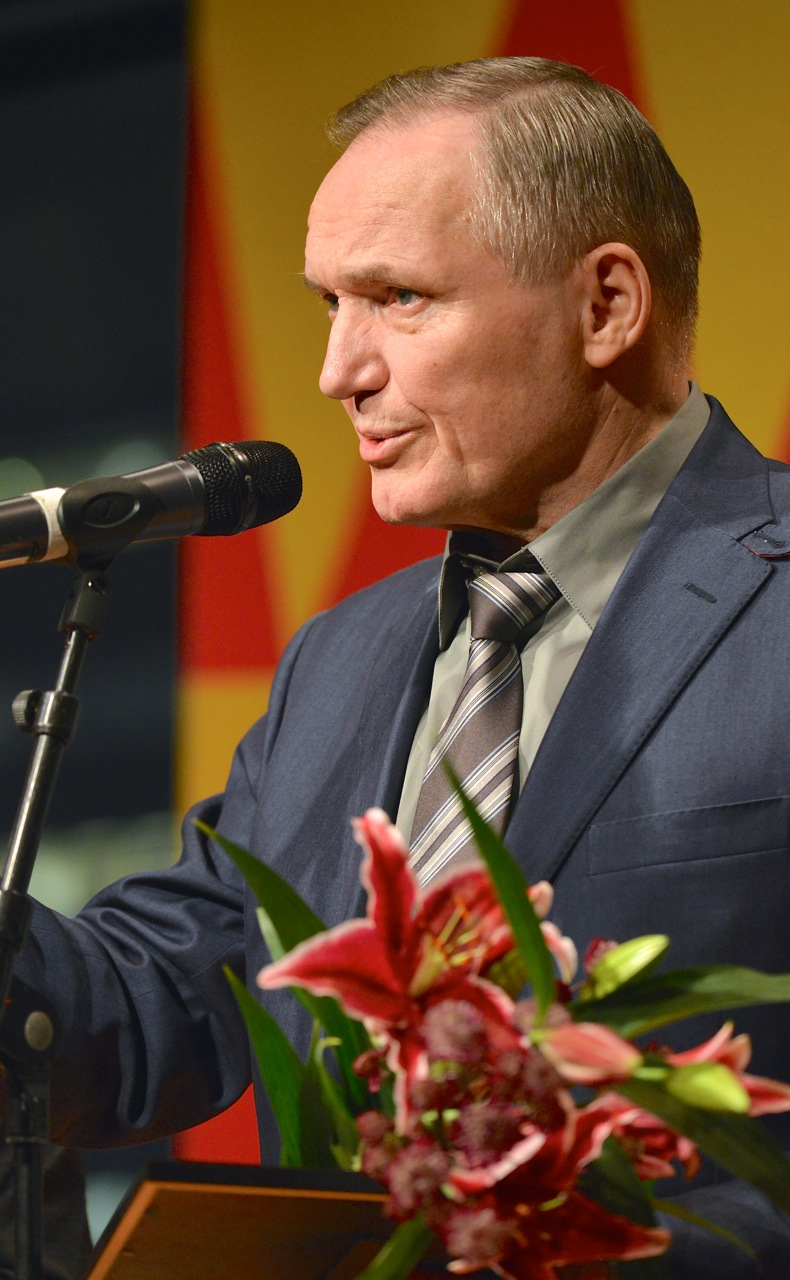
Uladzimir Njakljajeu tar emot 2011 års Tucholskypris av Svenska PEN.

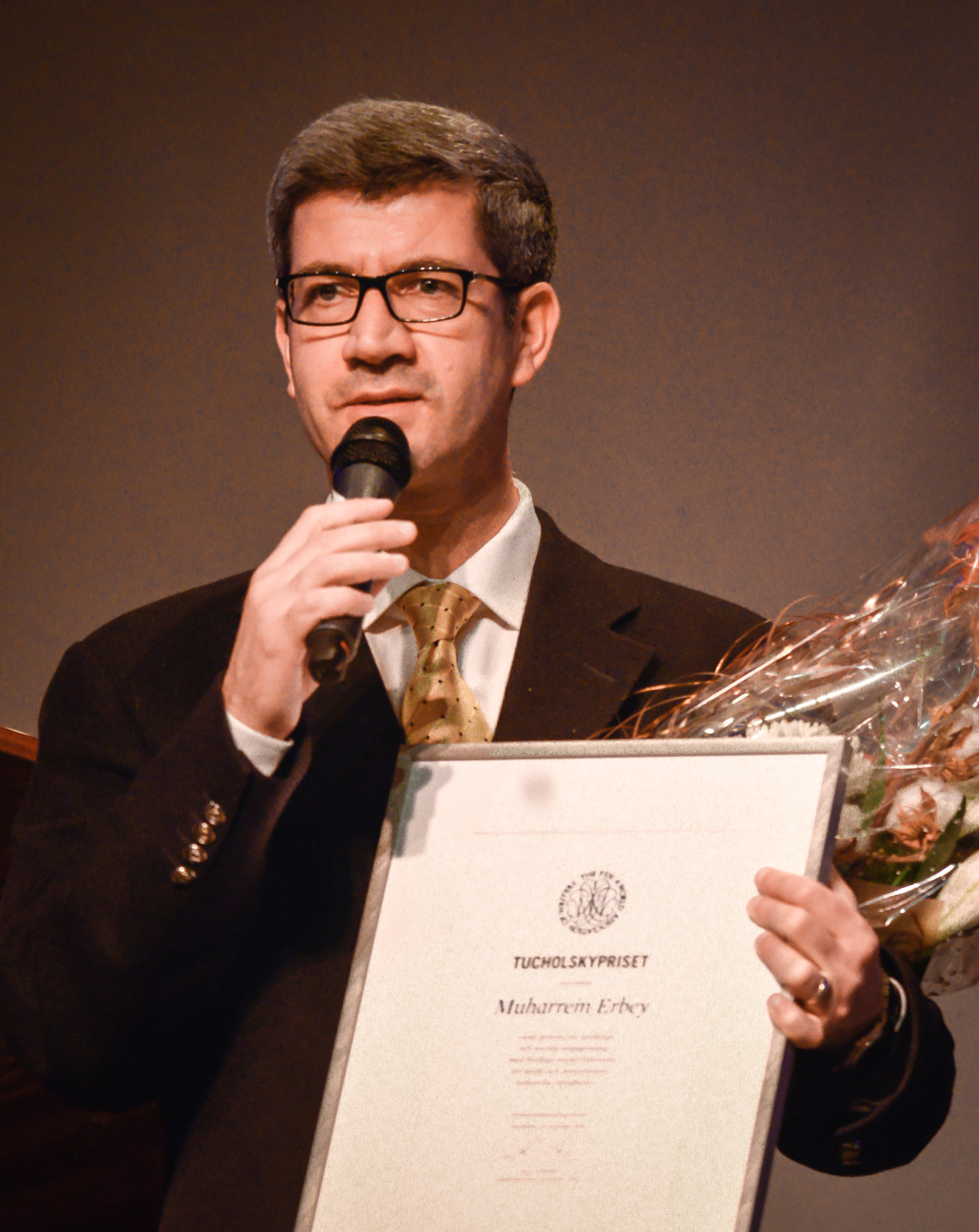
Muharrem Erbey under utdelningen av Tucholskypriset 2014.

Tucholskypriset är ett litterärt årligt stipendium på 150 000 svenska kronor som delas ut av Svenska PEN till en förföljd, hotad eller landsflyktig författare eller publicist. Priset instiftades 1985 till Kurt Tucholskys minne.

## Pristagare
Priset har sedan det instiftades 1985 delats ut till följande författare:
| År   | Namn                  | Nation(er)                            |
| ---- | --------------------- | ------------------------------------- |
| 1985 | Adam Zagajewski       | Polen                                 |
| 1986 | Inget pris delades ut | Inget pris delades ut                 |
| 1987 | Don Mattera           | Sydafrika                             |
| 1988 | Sherko Bekes          | Irak, kurd                            |
| 1989 | Augusto Roa Bastos    | Paraguay, Frankrike                   |
| 1990 | Bei Dao               | Kina                                  |
| 1991 | Nuruddin Farah        | Somalia, Storbritannien               |
| 1992 | Salman Rushdie        | Indien, Storbritannien                |
| 1993 | Mirko Kovac           | Jugoslavien, montenegrin, kroat, serb |
| 1994 | Taslima Nasrin        | Bangladesh                            |
| 1995 | Sjirali Nurmuradov    | Turkmenistan                          |
| 1996 | Svetlana Aleksijevitj | Vitryssland                           |
| 1997 | Faraj Sarkoohi        | Iran                                  |
| 1998 | Vincent P. Magombe    | Uganda                                |
| 1999 | Flora Brovina         | Kosovo                                |
| 2000 | Salim Barakat         | Syrien, kurd                          |
| 2001 | Asiye Güzel Zeybek    | Turkiet                               |
| 2002 | Rajko Djuric          | Serbien, rom                          |
| 2003 | Jun Feng              | Kina                                  |
| 2004 | Yvonne Vera           | Zimbabwe                              |
| 2005 | Samir El-Youssef      | Palestina                             |
| 2006 | Nasser Zarafshan      | Iran                                  |
| 2007 | Faraj Bayrakdar       | Syrien                                |
| 2008 | Lydia Cacho           | Mexiko                                |
| 2009 | Dawit Isaak           | Sverige, Eritrea                      |
| 2010 | Abdul Samay Hamed     | Afghanistan                           |
| 2011 | Uladzimir Njakljajeu  | Vitryssland                           |
| 2012 | Samar Yazbek          | Syrien                                |
| 2013 | Masha Gessen          | Ryssland                              |
| 2014 | Muharrem Erbey        | Turkiet, kurd                         |
| 2015 | Arkadij Babtjenko     | Ryssland                              |
| 2016 | Aslı Erdoğan          | Turkiet                               |
| 2017 | Yassin al-Haj Saleh   | Syrien                                |
| 2018 | Nasrin Sotudeh        | Iran                                  |
| 2019 | Gui Minhai            | Sverige, Kina                         |
| 2020 | Maria Ressa           | USA, Filippinerna                     |
| 2021 | Dmitrij Strotsev      | Belarus                               |
| 2022 | Perhat Tursun         | Kina                                  |
| 2023 | Serhij Zjadan         | Ukraina                               |
| 2024 | Bushra al-Maqtari     | Jemen                                 |